# Dendrobium sarcophyllum
Dendrobium sarcophyllum är en orkidéart som beskrevs av Rudolf Schlechter. Dendrobium sarcophyllum ingår i släktet Dendrobium, och familjen orkidéer. Inga underarter finns listade i Catalogue of Life.